# Ковзанярський спорт на зимових Олімпійських іграх 2018 — 10000 метрів (чоловіки)
Змагання з ковзанярського спорту серед чоловіків на дистанції 10000 метрів на зимових Олімпійських іграх 2018 пройшли 15 лютого в місті Каннин (Південна Корея).

## Розклад
Час UTC+8
| Дата      | Змагання | Подія             |
| --------- | -------- | ----------------- |
| 15 лютого | 20:00    | 10000 м, чоловіки |

## Результати
Заїзди розпочались о 20:00 за місцевим часом (UTC+9).
| Місце | Пара | Доріжка | Ім'я             | Країна         | Час      | Відставання | Нотатки |
| ----- | ---- | ------- | ---------------- | -------------- | -------- | ----------- | ------- |
| 1     | 5    | O       | Тед-Ян Блумен    | Канада         | 12:39.77 | —           | OR      |
| 2     | 4    | I       | Йорріт Бергсма   | Нідерланди     | 12:41.98 | +2.21       | OR      |
| 3     | 5    | I       | Нікола Тумолеро  | Італія         | 12:54.32 | +14.55      |         |
| 4     | 3    | O       | Лі Син Хун       | Південна Корея | 12:55.54 | +15.77      |         |
| 5     | 2    | O       | Джордан Белхос   | Канада         | 12:59.51 | +19.74      |         |
| 6     | 6    | O       | Свен Крамер      | Нідерланди     | 13:01.02 | +21.25      |         |
| 7     | 6    | I       | Патрік Беккерт   | Німеччина      | 13:01.94 | +22.17      |         |
| 8     | 1    | O       | Барт Свінгс      | Бельгія        | 13:03.53 | +23.76      |         |
| 9     | 3    | I       | Моріц Гайсрайтер | Німеччина      | 13:06.35 | +26.58      |         |
| 10    | 1    | I       | Рьосуке Цутія    | Японія         | 13:10.31 | +30.54      |         |
| 11    | 2    | I       | Говард Бекко     | Норвегія       | 13:17.47 | +37.70      |         |
| 12    | 4    | O       | Давіде Гьотто    | Італія         | 13:27.09 | +47.32      |         |